# Johann Pálffy-paladset
|  | Dette palads forveksles ofte med Pálffy-paladset, et palads med et lignende navn ligeledes i Bratislava. |
Johann Pálffy-paladset (slovakisk: Pálffyho palác eller Pálfiho palác) er en sen-klassicistisk bygning i den Gamle by, Bratislava, på Panská-gaden, nær Hviezdoslavpladsen. Paladset står hvor administrationssædet for Pressburg amt lå indtil midten af 1850'erne. Efter administrationsbygningen flyttede et andet sted hen, blev bygningen moderniseret til sen-klassicistisk stil af Pálffy-familien, der tidligere arvede ledelsen af Pressburg amt.
Efter en rekonstruktion i 1980'erne huser bygningen nu tre permanente udstillinger fra Bratislava Bygalleri samt nutidige udstillinger.